# Дубровский (Кировская область)
Дубровский — починок в Уржумском районе Кировской области в составе Лазаревского сельского поселения.

## География
Находится на правобережье реки Вятка на расстоянии примерно 28 километров по прямой на юг-юго-восток от районного центра города Уржум.

## История
Известен с 1926 года, когда здесь было учтено дворов 6 и жителей 37, в 1950 46 и 145, в 1989 93 жителя . 

## Население
Постоянное население  составляло 53 человека (мари 75%) в 2002 году, 23 в 2010.